# 信阳专区
信阳专区，中华人民共和国河南省已撤销的行政区，在今河南省东南部。1949年置，专员公署驻信阳市。辖信阳、驻马店2市及信阳、确山、遂平、西平、上蔡、汝南、新蔡、正阳8县。
1950年，以汝南县城关镇设立汝南市。1951年，撤销汝南市，并入汝南县；由汝南县析设平舆县。信阳专区辖2市、9县。
1952年，原潢川专区所属潢川、光山、罗山、固始、息县、商城、新县、淮滨8县划入信阳专区；撤销信阳市，并入信阳县；撤销驻马店市，并入确山县。1953年，恢复信阳、驻马店2市。专区辖2市、17县。
1958年，撤销驻马店市，并入确山县。1960年，撤销信阳县，并入信阳市；撤销淮滨县，并入息县、固始2县。1961年，恢复信阳县。1962年，恢复淮滨县。专区辖1市、17县。
1965年，将确山、遂平、西平、上蔡、汝南、新蔡、正阳、平舆8县划归驻马店专区。信阳专区辖1市、9县。
1969年，撤销信阳专区，改置信阳地区。

## 饥荒
1959年10月到1960年4月，信阳专区（包括今天的信阳市、驻马店市）出现大面积饥荒。据河南信阳地方1961年呈报中共中央报告显示，该事件至少造成100万人死亡。

## 历任专员
- 王更生（1949年10月－1951年1月）
- 张一峰（1951年2月－1952年11月）
- 杨玉璞（1952年11月－1956年7月）
- 张树藩（1956年7月－1965年7月）
- 张士遇（1965年7月－1968年2月）